# Lythrum theodori
Lythrum theodori är en fackelblomsväxtart som beskrevs av Sosnowsky. Lythrum theodori ingår i släktet fackelblomstersläktet, och familjen fackelblomsväxter. Inga underarter finns listade i Catalogue of Life.